# Montanejos
Montanejos ist eine Gemeinde (Municipio) mit 643 Einwohnern (Stand: 2024) in der Provinz Castellón in der spanischen autonomomen Region Valencia. 

## Geographie
Montanejos liegt etwa 51 Kilometer westnordwestlich der Provinzhauptstadt Castellón de la Plana und etwa 68 Kilometer nordnordöstlich von Valencia im Bezirk Alto Mijares in einer Höhe von ca. 470 m. 

## Sehenswürdigkeiten
- Burgruine von La Alqueria
- Cueva Negra

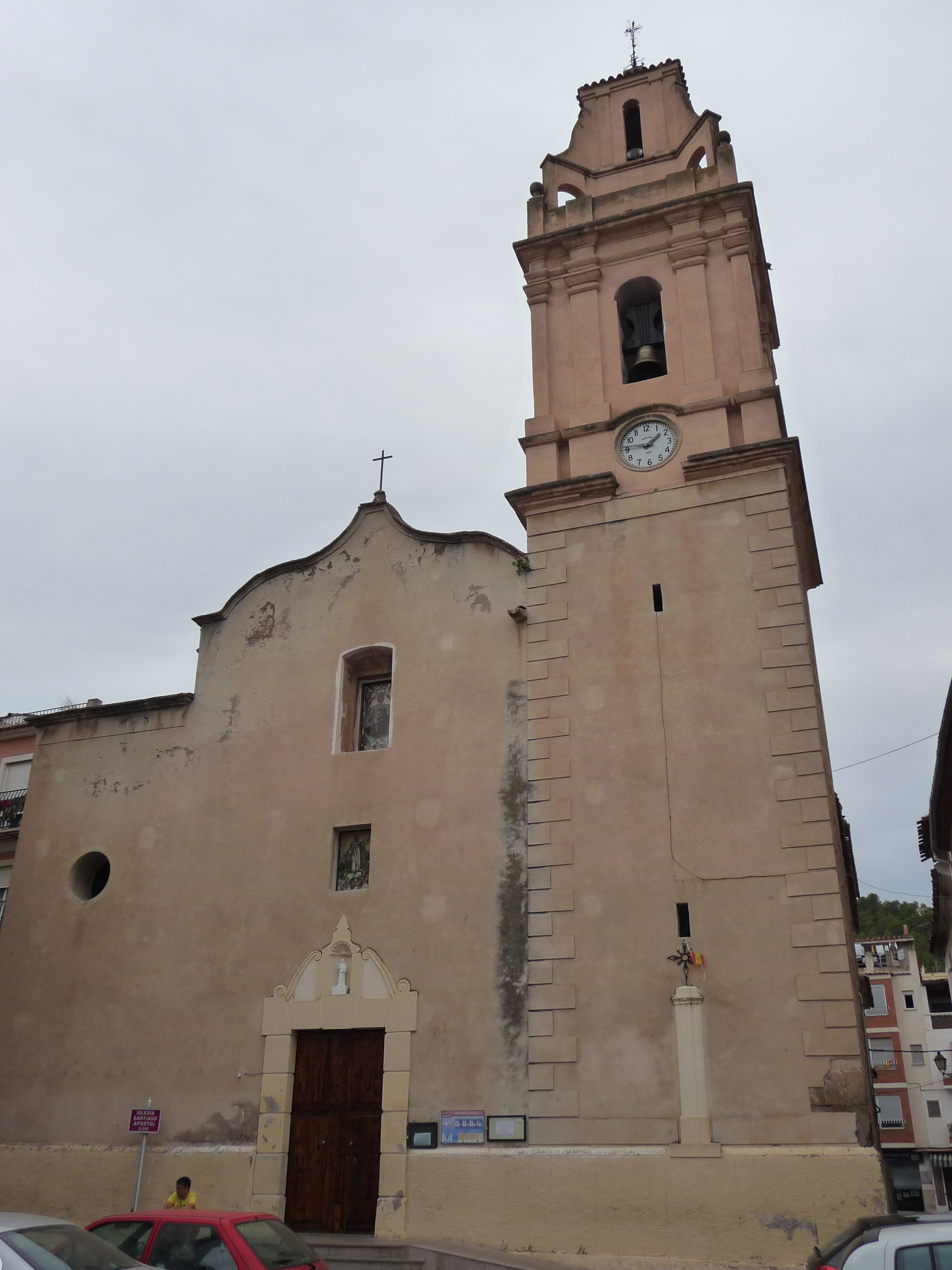
Jakobuskirche
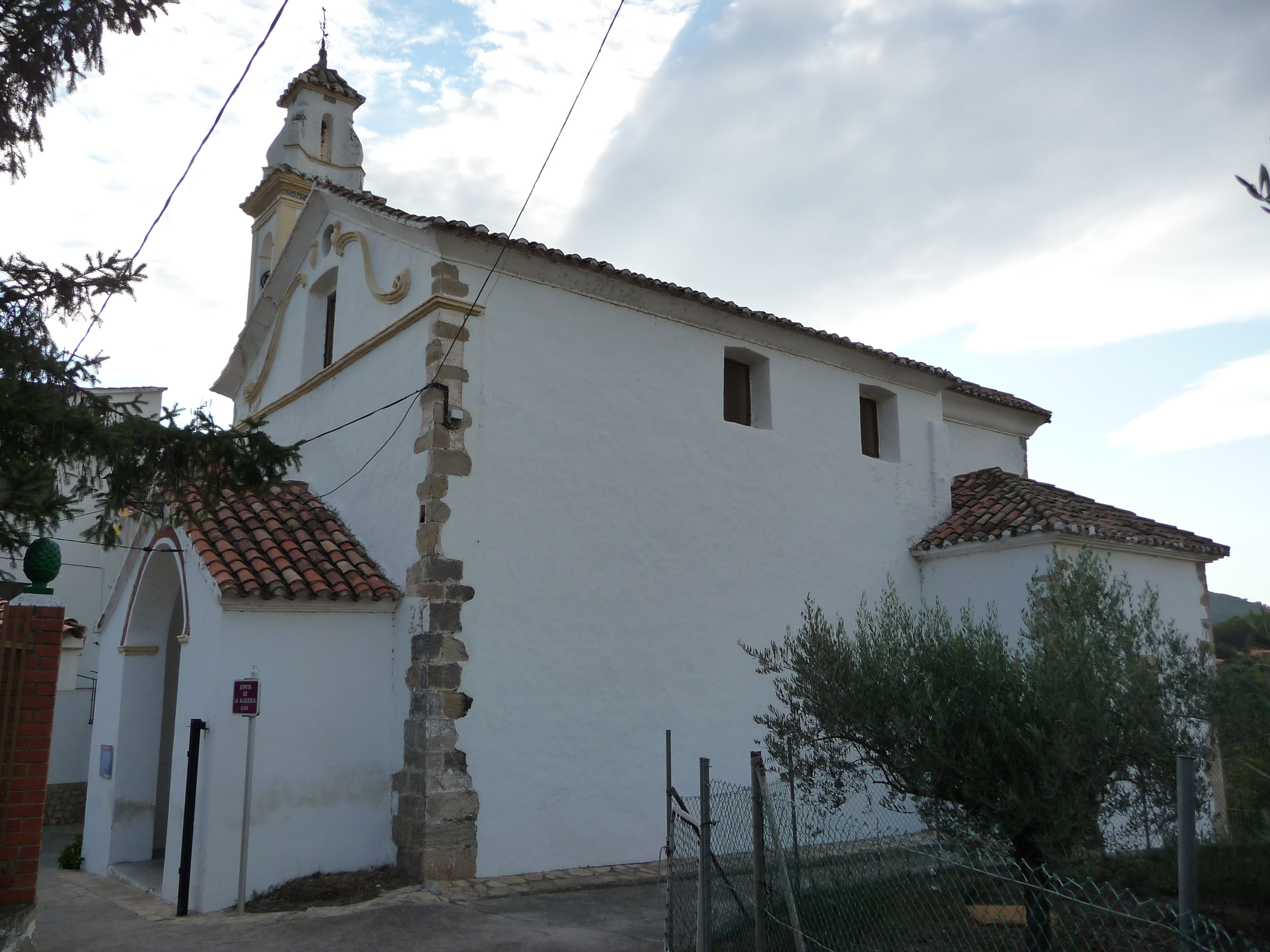
Marienkapelle
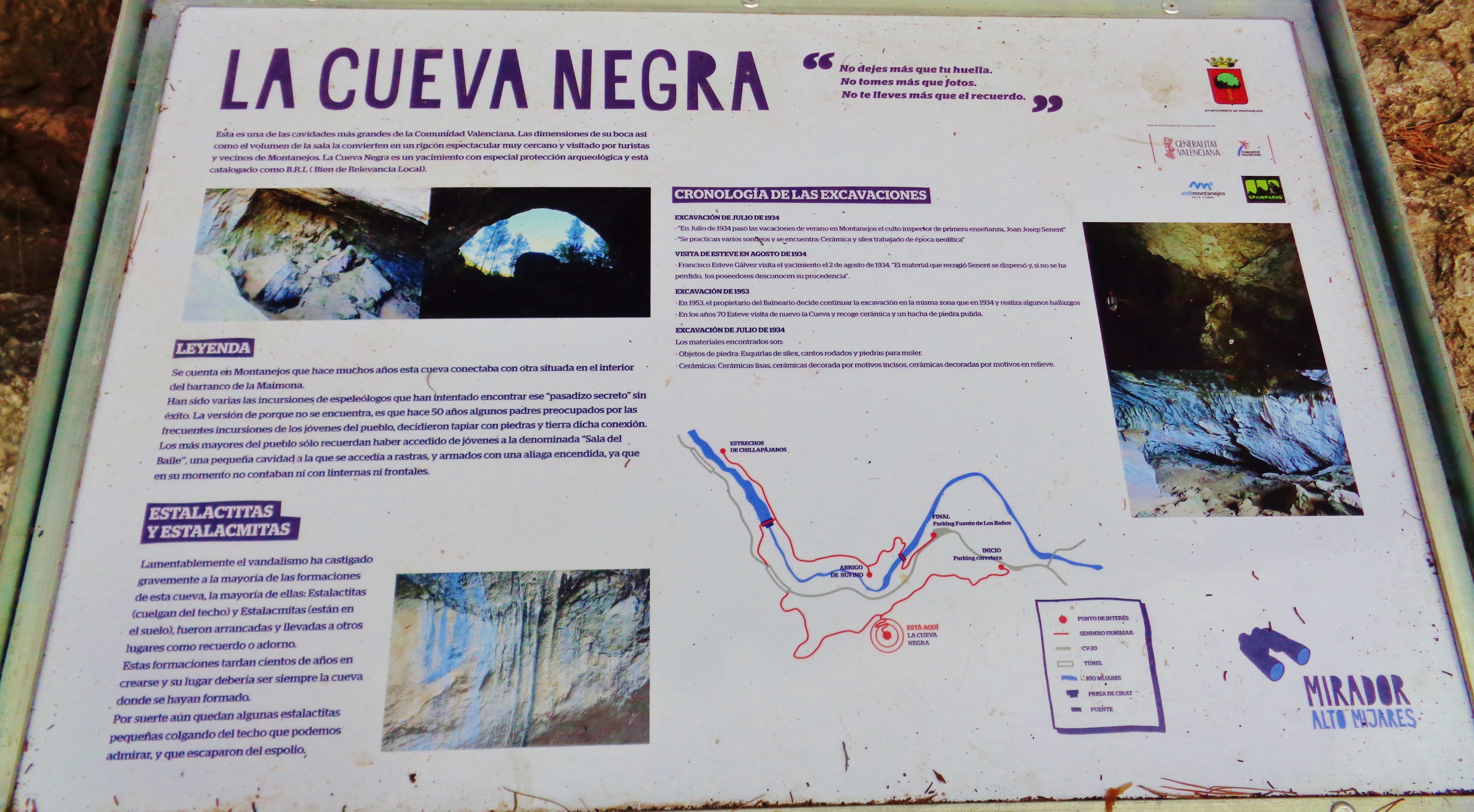
Cueva Negra
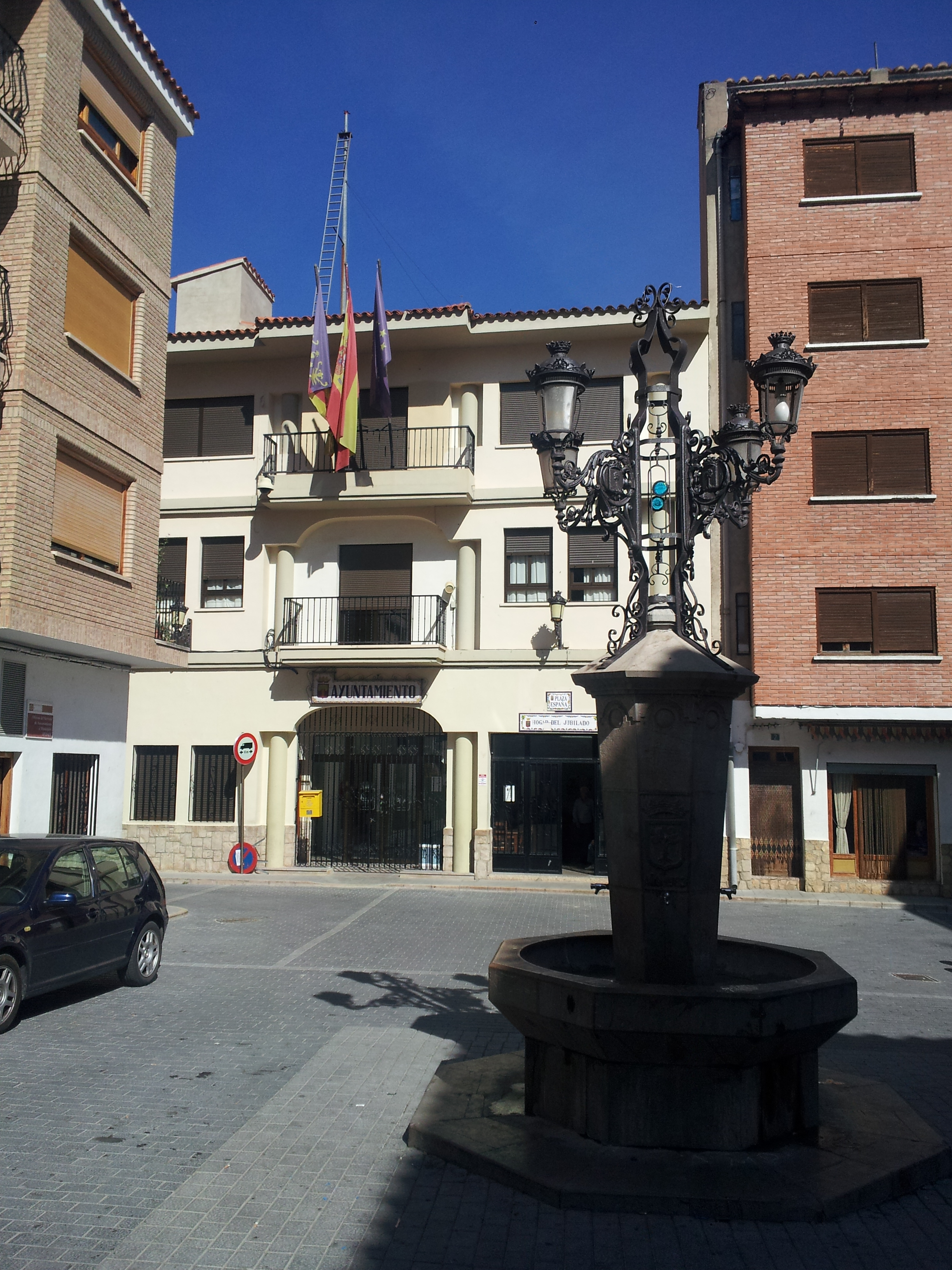
Rathaus

- Jakobuskirche
- Marienkapelle
- Cueva Negra
- Rathaus